# Manifesto do Surrealismo Jurídico
O Manifesto do Surrealismo Jurídico foi publicado em São Paulo, em 1988, e tem como principal inspiração o Manifesto do Surrealismo, assinado por André Breton em outubro de 1924. O ponto central desta obra de Luis Alberto Warat é questionar a forma como o “fazer direito” se dá – sem criatividade, sem autenticidade, sem imaginação – mediante uma interpretação do surrealismo sob uma perspectiva pedagógica. A exemplo disso, Warat menciona uma das mais importantes referências dos estudiosos do Direito, o bem conceituado jurista austríaco Hans Kelsen. Para ele, a famigerada Teoria Pura do Direito de Kelsen – de imensa relevância para o ensino jurídico no Brasil atualmente – é exemplo de uma “purificação do velho”, quando com imaginação seria possível criar algo novo. 
A obra traz críticas, principalmente, metodológicas em relação ao ensino do Direito. Incentiva, por exemplo, uma junção do Direito à poesia manifesta no uso de uma linguagem menos erudita e com mais espaço para uma criatividade poética no uso das palavras.

## Aspectos da obra
No que tange ao Manifesto do Surrealismo especificamente, a obra traz uma detalhada e poética explicação deste e do surrealismo como um todo, enfatizando-o como um movimento baseado em sonhos. Para o surrealismo, o sonho é o único espaço em que somos criativos de fato, sem censuras, e nisso se inspiram as pinturas surrealistas: o surrealismo é uma ponte entre a poesia/sonho e a realidade. Assim, os surrealistas propõem, por meio de suas obras, um sonho diurno, um sonho constante. 
Na sociedade atual – onde a singularidade tornou-se um bem de luxo – a vida cotidiana se torna um exercício de sobrevivência e o indivíduo torna-se um mero observador, um prisioneiro, sem qualquer capacidade criativa que o permita gerar mudanças reais. Warat nos chama ao olhar do homem adâmico; o olhar de alguém que enxerga um mundo novo e vê tudo pela primeira vez. Warat vai além ao dizer que tal falta de criatividade é um terreno fértil para o totalitarismo, uma vez que é minada a singularidade característica da Democracia. Nesse mesmo contexto, critica as ideologias, acusando-as de minar a individualidade dos desejos. Justamente por guardar direta relação com a liberdade e a justiça é que o surrealismo tem tanta relevância no contexto jurídico: o exercício autônomo dos nossos desejos é uma prática política, e gera emancipação. 
Warat, por sua vez, inspirado pelo movimento Bretoniano, busca em sua obra demonstrar a aplicabilidade do surrealismo ao ensino jurídico. Fala, reiteradamente, sobre o papel fundamental do afeto e do amor no ensino. O professor deve dar cor e sabor aos textos que trabalha com seus alunos. A obra aponta, também, o mal do narcisismo que afeta a relação professor-aluno: frequentemente, o professor se coloca como uma figura-ídolo para o aluno, um fetiche, em vez de incentivá-lo a exercer uma criatividade vigiada. O impulso competitivo tomou o lugar do desejo de mudar o mundo. O discurso crítico do professor, visando à fama, tornou-se uma forma de suprimir o sentimento de inferioridade.
No segundo capítulo da obra, Warat explica porque qualquer tentativa de definir o Surrealismo, tanto a vanguarda artística do início do século XX liderada pelo francês André Breton, quanto aquilo que ele chama de “Surrealismo tardio”, é um esforço em vão, pois qualquer tentativa cartesiana de definir os limites do surrealismo seria uma forma de trair o espírito que anima o próprio surrealismo.
O ensino jurídico, na visão Waratiana, consiste em um processo de constante “pinguinização”, definida como a transformação pela qual todo estudante de direito passaria no decorrer do curso, sofrendo um processo constante de homogeneização, colocando-os sem desejo e vontade, e até mesmo padronizando-o esteticamente. Este processo continuaria na vida profissional e acadêmica do bacharel em direito, à medida que os vários mecanismos do campo jurídico criam um habitus que moldam “pinguins”, vestidos de branco e preto, insensíveis e fechados. Em um projeto de “despinguinização”, de modo a despertar a sensibilidade perdida nos estudantes e seus operadores, Warat propõe realizar uma adaptação da experiência da vanguarda surrealista ao ensino do Direito, o que ele chama de Surrealismo tardio.
Deste modo, Warat pontualiza alguns dos objetivos do surrealismo tardio: (i) a procura de um novo modo de vida fundado na autonomia desejante  dos homens, concretizada pela busca da autonomia coletiva e no reconhecimento da dimensão política dos desejos dos indivíduos; (ii) buscar uma verdadeira política emancipadora transformando, radicalmente, os papéis sociais desempenhados pelos homens para esquecer os seus desejos; (iii) desmantelar as formas do “totalitarismo pós-moderno” pelo reconhecimento das diferenças e dos outros como diferentes; (iv) mostrar que a política não tem lugares reservados. O Estado, a ciência, os partidos políticos, não são os donos do fazer político; e (v) repensar o ensino jurídico e as formas tradicionais da pedagogia universitária, buscando o desenvolvimento da criatividade humana, dos afetos e dos sonhos, visando se desvencilhar da prepotência da erudição.

### Totalitarismo pós-moderno
No terceiro capítulo, Warat define o chamado totalitarismo pós-moderno ou “pós-modernidade oficial”, baseada em uma ordem consumista, que se apresenta como único modelo, e a opõe frente à proposta da “pós-modernidade utópica”, na qual realiza-se a necessidade de se reconhecer os limites da razão, sem certezas nem onipotências, e despida da ilusão positivista de um conhecimento neutro sobre o direito.

### Carnavalização
Outro tema central do Manifesto é o conceito da “Carnavalização”, criado pelo filósofo russo Mikhail Bakhtin.  O carnaval, segundo Bakhtin, é um espetáculo sem passarelas, em que não há separações entre atores e espectadores, os participantes do Carnaval não o assistem, mas participam ativamente dele. Nele, é possível inverter o lugar de pertencimento do mundo, sentir prazer e debochar da ordem, em suma, o carnaval é um ato libertador para aqueles   que se encontrem em uma posição subalternizada.
A partir deste caráter democrático da festa de Carnaval, Warat defende a transplantação da carnavalização para a desconstrução do modo pinguinizado do ensino jurídico. A aula “carnavalizada” possibilitaria a criação de um espaço de criatividade, de rompimento com o senso comum teórico dos juristas e sua pretensa despolitização e suposta pureza metodológica.